# クエンラー
クエンラー（Khuenre、Khuenra）は、太陽神ラーに因んで名付けられた、古代エジプト第4王朝の王子。

## 生涯
クエンラーは、ファラオのメンカウラーとその姉妹であるカメレルネブティ2世の息子として産まれた。また、カフラーとカメレルネブティ1世の孫であり、ギザの大ピラミッドを建設したクフの曾孫だった。 
彼は書記を務め、「父の唯一の仲間」だった。
クエンラーは長男だったが、メンカウラーの後継者とはならなかった。後継者はシェプスセスカフがなった。
クエンラーはメンカウラーの墓地（MQ1）に埋葬されている。彼は南壁に、座った母親の前に立つ少年として描かれている。 